# Ludowa Republika Beninu
Ludowa Republika Beninu (fr. République populaire du Bénin) – historyczne państwo socjalistyczne w Afryce, położone nad Zatoką Gwinejską na terenie dzisiejszego Beninu. Ludowa Republika została ustanowiona 30 listopada 1975 i istniała do 1 marca 1990. System jednopartyjny zniesiono w 1989.

## Historia
Ludową Republikę Beninu proklamował w 1975 roku generał Mathieu Kérékou (przejął on władzę w Dahomeju w wyniku zamachu stanu w 1972 roku).  W kraju obowiązywał jednopartyjny system Partii Ludowej Rewolucji Beninu. Doktryną państwową był marksizm z widocznymi elementami nacjonalizmu. Rząd republiki ludowej przeprowadził nacjonalizację najważniejszych przedsiębiorstw, banków, złóż ropy naftowej i szkolnictwa.  W listopadzie 1977 rząd Kérékou wprowadził nową konstytucję. Czasy istnienia republiki ludowej cechowały się stabilnością wewnętrzną, niemniej jednak nieudane eksperymenty gospodarcze (w szczególności w dziedzinie produkcji rolnej, które to zostały uniemożliwione przez suszę) skłoniły rząd do szukania pomocy gospodarczej za granicą. W 1989 roku rząd zapowiedział demokratyzację i zrezygnował z marksizmu. Rok później wprowadzono system wielopartyjny (tym samym zlikwidowana została monopartia) i usunięto z nazwy państwa określenie „Ludowa”.